# Hải Vân (xã)
Hải Vân là một xã cũ thuộc huyện Hải Hậu, tỉnh Nam Định, Việt Nam.

## Địa lý
Xã Hải Vân nằm ở phía đông bắc huyện Hải Hậu, cách thị trấn Quất Lâm 9 km, cách cầu Lạc Quần 5 km, cách thị trấn Yên Định 6 km, có vị trí địa lý:
- Phía đông và phía nam giáp xã Hải Nam
- Phía tây giáp xã Hải Hưng và huyện Xuân Trường
- Phía bắc giáp huyện Xuân Trường.

Xã Hải Vân có diện tích 3,19 km², dân số năm 2022 là 11.536 người, mật độ dân số đạt 3.616 người/km².
Hải Vân là "mây biển" nhưng lại không gần biển.

## Hành chính
Xã Hải Vân được chia thành 12 xóm.

## Kinh tế
Ngoài nghề làm ruộng chính ra, nơi đây ngành nghề truyền thống rất phát triển như mộc, và ngành nhôm đúc đang là thế mạnh trong phát triển kinh tế của xã.

## Văn hóa
Tôn giáo: Xã Hải Vân có trên 80% là dân Công Giáo. Đạo Công giáo ở đây rất có từ rất sớm, được gia nhập vào khoảng thế kỷ thứ 15-16, được coi là cái nôi của đạo Công Giáo Việt Nam. Ngoài ra còn có đạo Phật, nhưng rất ít.
Xã Hải Vân có 2 giáo xứ là Trung Thành và Kim Thành.